# Personal navigation device
Een Personal navigation device (PND, ook wel PNA ofwel Personal Navigation Assistent genoemd) is een aangepaste pocket-pc of pda waarbij de functionaliteit volledig is gericht op mobiele navigatietoepassingen en een gps-ontvanger standaard is ingebouwd. Een PND is meestal eenvoudig te bedienen via een aanraakscherm. Hoewel bij PND's de navigatiesoftware de belangrijkste softwarecomponent is, worden ze soms ook van andere, voor de reiziger handige hulpmiddelen en functies voorzien als een rekenmachine, omrekenfuncties voor eenheden en valuta, een mp3- of WMA-speler om tijdens de reis muziek te kunnen afspelen.
Wanneer men een PND koopt zijn de navigatiekaarten van een land of regio meestal al voorgeïnstalleerd op het apparaat. Deze kaarten kunnen, al dan niet tegen betaling, geüpdatet of uitgebreid worden. In de beginjaren van de PND's werden de kaarten verkocht op fysieke media zoals dvd's en SD-kaarten, maar tegenwoordig zijn de meeste leveranciers ertoe overgegaan om kaartupdates en -uitbreidingen via internet te verspreiden.
Bekende PND's zijn onder andere: de TomTom Go-reeks, de Mio DigiWalker-reeks en de Medion GoPal-reeks.
De laatste trend is dat PND's ook de rijstijl van de chauffeur in hun routeberekeningen gaan meenemen, en dat de spraakherkenning steeds beter wordt. Ook zijn er types die middels 'clever parking' de dichtstbijzijnde of goedkope parkeergelegenheden kunnen vinden.